# Gabriele Carbotti
Gabriele Carbotti (Roma, 16 dicembre 1983) è un attore, sceneggiatore e conduttore televisivo italiano.

## Biografia
Nato a Roma nel 1983. Nutre la passione per la recitazione e il teatro sin da piccolissimo. All'età di 13 anni debutta su di un palcoscenico e nel tempo studia in scuole come la "Scharoff" e il "Centro internazionale La Cometa". Si esibisce in teatri come il Quirino, il Sistina, la Pergola. In TV prende parte a diverse fiction su Mediaset e Rai e a diverse trasmissioni. Tra i film in cui recita ci sono "Raffaello il principe delle Arti", "Din Don - Una parrocchia in due" e i successivi sei capitoli della serie, "Un figlio di nome Erasmus" e "30 anni (di meno)", di cui è anche ideatore e autore del soggetto. È tra i fondatori della Compagnia Teatrale #mainagioiaspettacoli, con la quale presenta spettacoli inediti.

## Filmografia

### Cinema
- Coffee and cinema - Cortometraggio, regia di Andrea Bucchioni (2006)
- Una cella in due, regia di Nicola Barnaba (2010)
- Superstizioni - Cortometraggio, regia di Stefano Galasso (2013)
- Una volta nella vita - Cortometraggio, regia di Stefano Galasso (2013)
- Raffaello - Il principe delle arti in 3D, regia di Luca Viotto (2016)
- Din Don - Una parrocchia in due, regia di Claudio Norza (2018)
- Un figlio di nome Erasmus, regia di Alberto Ferrari (2020)
- Din Don - Il ritorno, regia di Paolo Geremei (2019)
- E noi come stronzi rimanemmo a guardare, regia di Pier Francesco "Pif" Diliberto (2021)
- Din Don - Un paese in due, regia di Paolo Geremei (2022)
- Din Don - Il paese dei balocchi, regia di Paolo Geremei (2022)
- Din Don - Bianco Natale, regia di Paolo Geremei (2023)
- 30 anni (di meno), regia di Mauro Graiani (2024)
- Din Don - La magia del cinema, regia di Raffaele Mertes (2024)
- Din Don - Quando meno te l'aspetti, regia di Raffaele Mertes (2024)

### Televisione
- Saranno famosi, regia di Roberto Cenci - Italia 1 (2001- 2002)
- Caterina e le sue figlie, regia di Riccardo Mosca e Alessandro Benvenuti – Canale 5 (2009)
- Sangue caldo, regia di Alessio Inturri – miniserie televisiva Canale 5 (2010)
- Il peccato e la vergogna, regia di Luigi Parisi – Canale 5 (2012)
- Baciamo le mani, regia di Alessio Inturri – Canale 5 (2013)
- I CREW 2 (conduttore), regia di Valentina Urlira – La5 (2018)
- Ricci e capricci, regia di Alessandro Scuderi – La5 (2019)
- Ricci e capricci 2, regia di Claudio Semboloni - La5 (2020)
- Speravo de morì prima, regia di Luca Ribuoli - Sky Atlantic (2020)
- Ricci e capricci 3, regia di Paolo Geremei - La5 (2021)
- Ricci e capricci 4, regia di Valentina Urlira - La5 (2022)
- Briganti, regia di Steve Saint Leger, Antonio Lefosse e Nicola Sorcinelli - Netflix (2024)
- Fragili (miniserie televisiva), regia di Raffaele Mertes - Canale 5 (2024)

## Web series
- Trombamici - Regia di Riccardo Riande

## Teatro
- L'amante di Harold Pinter, regia di Gennaro Paraggio (2008)
- Festa in famiglia di Alan Ayckbourn, regia di Carlo Dilonardo (2008)
- Roma Nero39 – Storia de 'na vita fà di Gabriele Carbotti, regia di Claudio Insegno (2009)
- Provaci ancora, Sam di Woody Allen, regia di Gianni Quinto (2009)
- L'anima buona del Sezuan di Bertold Brecht, regia di Paolo Proietti e Luciana Lusso Roveto (2010)
- Travolti da un'insolita famiglia di Stefano Santerini, regia di Massimo Milazzo (2011)
- Né su né giù di Luca Giacomozzi, regia di Luca Giacomozzi (2011)
- Chat Room di Tenerezza Fattore, regia di Tenerezza Fattore (2011)
- La banda della Magliana di Luca Giacomozzi, regia di Luca Giacomozzi (2011)
- Er vino è sempre vino di Michele La Ginestra, regia di Michele La Ginestra (2012)
- Ypokritai – Attori di Patrizio Cigliano, regia di Patrizio Cigliano (2012)
- Nessuno di Massimiliano Bruno, regia di Davide Lepore (2013)
- Il sesso di colpa di Patrizio Cigliano, regia di Patrizio Cigliano (2013)
- Margherita, Capricciosa, Napoli e 4 stagioni di Pino Ammendola, regia di Massimo Milazzo (2013)
- Non è come sembra di Luca Giacomozzi, regia di Pietro De Silva (2014)
- Ti scoccia se ti chiamo amore di Luca Giacomozzi, regia di Luca Giacomozzi (2014)
- Il meglio di noi! di Mauro Graiani e Riccardo Irrera, regia di Michele La Ginestra (2014)
- Tutti a bordo di Luca Giacomozzi, regia di Luca Giacomozzi (2015)
- L'ultimo volo di Gianni Clementi, regia di Claudio Boccaccini (2015)
- Claustrofobia – Black Comedy bancaria di Gianni Quinto, regia di Alberto Ferrari (2016)
- Trasteverini di Gianfranco Vergoni, regia di Fabrizio Angelini (2016)
- M'accompagno da me di Michele La Ginestra, regia di Roberto Ciufoli (2017)
- La scala di Giuseppe Manfridi, regia di Michele La Ginestra (2017)
- Affari di famiglia di Massimiliano Giovanetti, regia di Leonardo Buttaroni (2018)
- Taxi a due piazze di Ray Cooney – Regia di Matteo Vacca (2019)
- Tre uomini e una cuccia di Michele Di Vito, regia di Fabrizio Nardi (2019)